# Empoli Football Club 1981-1982
Questa voce raccoglie le informazioni riguardanti l'Empoli Football Club nelle competizioni ufficiali della stagione 1981-1982.

## Divise e sponsor
| Casa | Trasferta |

## Rosa
| N. |                   | Ruolo | Calciatore            |
| -- | ----------------- | ----- | --------------------- |
|    | Italia (bandiera) | A     | Mauro Babbi           |
|    | Italia (bandiera) | D     | Maurizio Bruno        |
|    | Italia (bandiera) | P     | Riccardo Budoni       |
|    | Italia (bandiera) | P     | Fabrizio Calattini    |
|    | Italia (bandiera) | C     | Marco Calonaci        |
|    | Italia (bandiera) | A     | Salvatore Campilongo  |
|    | Italia (bandiera) | D     | Claudio Antonio Cocco |
|    | Italia (bandiera) | C     | Marco Dasara          |
|    | Italia (bandiera) | C     | Marco Domenichini     |
|    | Italia (bandiera) | D     | Giuliano Giorgi       |
|    | Italia (bandiera) | D     | Maurizio Giornali     |

| N. |                   | Ruolo | Calciatore              |
| -- | ----------------- | ----- | ----------------------- |
|    | Italia (bandiera) | A     | Luca Lucchesi           |
|    | Italia (bandiera) | A     | Marco Meloni            |
|    | Italia (bandiera) | A     | Giuseppe Novellino (II) |
|    | Italia (bandiera) | D     | Attilio Papis           |
|    | Italia (bandiera) | D     | Salvatore Polverino     |
|    | Italia (bandiera) | C     | Francesco Radio         |
|    | Italia (bandiera) | A     | Danny Rezzadore         |
|    | Italia (bandiera) | C     | Fausto Salsano          |
|    | Italia (bandiera) | D     | Giovanni Simonato       |
|    | Italia (bandiera) | C     | Vittorio Zerpelloni     |

## Risultati

### Serie C1

#### Girone di andata
| 20 settembre 1981 1ª giornata | Empoli | 1 – 0 | Parma |  |

| 27 settembre 1981 2ª giornata | Monza | 3 – 0 | Empoli |  |

| 4 ottobre 1981 3ª giornata | Empoli | 1 – 1 | Lanerossi Vicenza |  |

| 11 ottobre 1981 4ª giornata | Mantova | 1 – 0 | Empoli |  |

| 18 ottobre 1981 5ª giornata | Sant'Angelo | 0 – 2 | Empoli |  |

| 25 ottobre 1981 6ª giornata | Empoli | 1 – 1 | Alessandria |  |

| 1º novembre 1981 7ª giornata | Padova | 1 – 0 | Empoli |  |

| 8 novembre 1981 8ª giornata | Empoli | 0 – 0 | Piacenza |  |

| 15 novembre 1981 9ª giornata | Atalanta | 1 – 0 | Empoli |  |

| 22 novembre 1981 10ª giornata | Empoli | 0 – 1 | Triestina |  |

| 29 novembre 1981 11ª giornata | Empoli | 0 – 0 | Fano |  |

| 6 dicembre 1981 12ª giornata | Modena | 3 – 1 | Empoli |  |

| 13 dicembre 1981 13ª giornata | Empoli | 1 – 2 | Treviso |  |

| 20 dicembre 1981 14ª giornata | Rhodense | 1 – 1 | Empoli |  |

| 3 gennaio 1982 15ª giornata | Sanremese | 0 – 1 | Empoli |  |

| 10 gennaio 1981 16ª giornata | Empoli | 0 – 0 | Forlì |  |

| 17 gennaio 1981 17ª giornata | Trento | 2 – 1 | Empoli |  |

#### Girone di ritorno
| 24 gennaio 1982 18ª giornata | Parma | 1 – 0 | Empoli |  |

| 31 gennaio 1982 19ª giornata | Empoli | 0 – 1 | Monza |  |

| 7 febbraio 1982 20ª giornata | Lanerossi Vicenza | 1 – 1 | Empoli |  |

| 14 febbraio 1982 21ª giornata | Empoli | 0 – 0 | Mantova |  |

| 21 febbraio 1982 22ª giornata | Empoli | 3 – 0 | Sant'Angelo |  |

| 28 febbraio 1982 23ª giornata | Alessandria | 2 – 0 | Empoli |  |

| 7 marzo 1982 24ª giornata | Empoli | 0 – 0 | Padova |  |

| 21 marzo 1982 25ª giornata | Piacenza | 3 – 0 | Empoli |  |

| 28 marzo 1982 26ª giornata | Empoli | 2 – 2 | Atalanta |  |

| 4 aprile 1982 27ª giornata | Triestina | 0 – 0 | Empoli |  |

| 18 aprile 1982 28ª giornata | Fano | 1 – 1 | Empoli |  |

| 25 aprile 1982 29ª giornata | Empoli | 1 – 0 | Modena |  |

| 2 maggio 1982 30ª giornata | Treviso | 1 – 2 | Empoli |  |

| 9 maggio 1982 31ª giornata | Empoli | 0 – 0 | Rhodense |  |

| 16 maggio 1982 32ª giornata | Empoli | 1 – 1 | Sanremese |  |

| 23 maggio 1982 33ª giornata | Forlì | 2 – 2 | Empoli |  |

| 30 maggio 1982 34ª giornata | Empoli | 3 – 0 | Trento |  |